# إلياس إمانويل نيلسون
إلياس إمانويل نيلسون (1876-1949) (بالإنجليزية: Elias Emanuel Nelson)‏ هو عالم نبات سويدي.